# Білорусь на Європейських іграх 2015
Білорусь на перших Європейських іграх у Баку була представлена 152 атлетами в 11 видах спорту.

## Медалісти
| Медаль | Спортсмен                | Вид спорту             | Дисципліна                               | Дата      |
| ------ | ------------------------ | ---------------------- | ---------------------------------------- | --------- |
| Золото | Андрій Богданович        | Веслування             | Чоловіки, C-1 1000 м                     | 15 червня |
| Золото | Олександр Богданович     | Веслування             | Чоловіки, C-1 1000 м                     | 15 червня |
| Золото | Василіса Марзалюк        | Вільна боротьба        | Жінки, до 75 кг                          | 16 червня |
| Золото | Марина Литвинчук         | Веслування             | Жінки, K-1 5000 м                        | 16 червня |
| Золото | Маргарита Махньова       | Веслування             | Жінки, K-2 200 м                         | 16 червня |
| Золото | Марина Литвинчук         | Веслування             | Жінки, K-2 200 м                         | 16 червня |
| Золото | Віталій Бубнович         | Стрільба               | Чоловіки, пневматична гвинтівка 10 м     | 16 червня |
| Золото | Василь Кіриєнко          | Велоспорт              | Чоловіки, гонка з роздільним стартом     | 18 червня |
| Золото | Олена Омелюсик           | Велоспорт              | Жінки, шосейна гонка                     | 20 червня |
| Золото | Ксенія Челдишкіна        | Художня гімнастика     | Групові вправи, 2 обручі + 6 булав       | 21 червня |
| Золото | Марія Кадобіна           | Художня гімнастика     | Групові вправи, 2 обручі + 6 булав       | 21 червня |
| Золото | Валерія Піщеліна         | Художня гімнастика     | Групові вправи, 2 обручі + 6 булав       | 21 червня |
| Золото | Аріна Цициліна           | Художня гімнастика     | Групові вправи, 2 обручі + 6 булав       | 21 червня |
| Золото | Ганна Дудянкова          | Художня гімнастика     | Групові вправи, 2 обручі + 6 булав       | 21 червня |
| Золото | Степан Попов             | Самбо                  | Чоловіки, до 74 кг                       | 22 червня |
| Золото | Тетяна Мацко             | Самбо                  | Жінки, до 64 кг                          | 22 червня |
| Срібло | Сослан Дауров            | Греко-римська боротьба | Чоловіки, до 59 кг                       | 13 червня |
| Срібло | Олексій Шемаров          | Вільна боротьба        | Чоловіки, до 125 кг                      | 18 червня |
| Срібло | Ганна Марусова           | Стрільба з лука        | Жінки, командне змагання                 | 18 червня |
| Срібло | Катерина Мулюк-Тимофєєва | Стрільба з лука        | Жінки, командне змагання                 | 18 червня |
| Срібло | Олена Толкач             | Стрільба з лука        | Жінки, командне змагання                 | 18 червня |
| Срібло | Володимир Самсонов       | Настільний теніс       | Чоловіки, одиночний розряд               | 19 червня |
| Срібло | Мелітіна Станюта         | Художня гімнастика     | Обруч                                    | 21 червня |
| Срібло | Владислав Гончаров       | Стрибки на батуті      | Чоловіки, індивідуальна першість         | 21 червня |
| Срібло | Владислав Гончаров       | Стрибки на батуті      | Чоловіки, синхронні стрибка              | 21 червня |
| Срібло | Микола Козак             | Стрибки на батуті      | Чоловіки, синхронні стрибка              | 21 червня |
| Срібло | Андірй Казусьонок        | Самбо                  | Чоловіки, до 90 кг                       | 22 червня |
| Срібло | Ольга Намазова           | Самбо                  | Жінки, до 68 кг                          | 22 червня |
| Срібло | Микита Цмиг              | Плавання               | Чоловіки, 200 м на спині                 | 24 червня |
| Срібло | Дмитро Асанов            | Бокс                   | Чоловіки, до 56 кг                       | 25 червня |
| Бронза | Віктор Сосуновський      | Греко-римська боротьба | Чоловіки, до 80 кг                       | 13 червня |
| Бронза | Йосип Чугошвілі          | Греко-римська боротьба | Чоловіки, до 130 кг                      | 14 червня |
| Бронза | Надія Шушко              | Вільна боротьба        | Жінки, до 53 кг                          | 15 червня |
| Бронза | Вероніка Іванова         | Вільна боротьба        | Жінки, до 60 кг                          | 15 червня |
| Бронза | Марія Мамошук            | Вільна боротьба        | Жінки, до 63 кг                          | 15 червня |
| Бронза | Віталій Бєлько           | Веслування             | Чоловіки, K-2 1000 м                     | 16 червня |
| Бронза | Роман Петрушенко         | Веслування             | Чоловіки, K-2 1000 м                     | 16 червня |
| Бронза | Павло Медведєв           | Веслування             | Чоловіки, K-4 1000 м                     | 16 червня |
| Бронза | Віталій Бєлько           | Веслування             | Чоловіки, K-4 1000 м                     | 16 червня |
| Бронза | Олег Юреня               | Веслування             | Чоловіки, K-4 1000 м                     | 16 червня |
| Бронза | Роман Петрушенко         | Веслування             | Чоловіки, K-4 1000 м                     | 16 червня |
| Бронза | Ксенія Челдишкіна        | Художня гімнастика     | Групові вправи, багатоборство            | 17 червня |
| Бронза | Марія Кадобіна           | Художня гімнастика     | Групові вправи, багатоборство            | 17 червня |
| Бронза | Олександра Наркевич      | Художня гімнастика     | Групові вправи, багатоборство            | 17 червня |
| Бронза | Валерія Піщеліна         | Художня гімнастика     | Групові вправи, багатоборство            | 17 червня |
| Бронза | Аріна Цициліна           | Художня гімнастика     | Групові вправи, багатоборство            | 17 червня |
| Бронза | Ганна Дудянкова          | Художня гімнастика     | Групові вправи, багатоборство            | 17 червня |
| Бронза | Вікторія Чайка           | Стрільба               | Жінки, пневматичний пістолет 10 м        | 17 червня |
| Бронза | Сергій Мартинов          | Стрільба               | Чоловіки, гвинтівка лежачи 50 м          | 18 червня |
| Бронза | Віталій Бубнович         | Стрільба               | Чоловіки, гвинтівка з трьох позицій 50 м | 19 червня |
| Бронза | Мелітіна Станюта         | Художня гімнастика     | Багатоборство                            | 19 червня |
| Бронза | Катерина Борисевич       | Акробатика             | Жінки, багатоборство                     | 19 червня |
| Бронза | Вероніка Набокіна        | Акробатика             | Жінки, багатоборство                     | 19 червня |
| Бронза | Карина Сандович          | Акробатика             | Жінки, багатоборство                     | 19 червня |
| Бронза | Катерина Борисевич       | Акробатика             | Жінки, баланс                            | 21 червня |
| Бронза | Вероніка Набокіна        | Акробатика             | Жінки, баланс                            | 21 червня |
| Бронза | Карина Сандович          | Акробатика             | Жінки, баланс                            | 21 червня |
| Бронза | Катерина Борисевич       | Акробатика             | Жінки, динаміка                          | 21 червня |
| Бронза | Вероніка Набокіна        | Акробатика             | Жінки, динаміка                          | 21 червня |
| Бронза | Карина Сандович          | Акробатика             | Жінки, динаміка                          | 21 червня |
| Бронза | Мелітіна Станюта         | Художня гімнастика     | М'яч                                     | 21 червня |
| Бронза | Мелітіна Станюта         | Художня гімнастика     | Булави                                   | 21 червня |
| Бронза | Ганна Горченок           | Стрибки на батуті      | Жінки, індивідуальна першість            | 21 червня |
| Бронза | Юрій Рибак               | Самбо                  | Чоловіки, понад 100 кг                   | 22 червня |
| Бронза | Катерина Прокопенко      | Самбо                  | Жінки, до 60 кг                          | 22 червня |
| Бронза | Антон Прилепов           | Стрільба з лука        | Чоловіки, індивідуальна першість         | 22 червня |